# William Whewell
William Whewell (n. 24 mai 1794, d. 6 martie 1866) a fost matematician și filozof englez.

## Biografie
S-a născut în Lancaster, district al comitatului nordic englez Lancashire. Tatăl său, dulgher, voia să-l îndrume spre această meserie, dar înclinația spre matematică a tânărului William a prevalat, ieșind în evidență încă din perioada când a urmat școala elementară în Lancaster și apoi în Heversham.
Whewell intră la Trinity College, Cambridge în 1812. Student eminent, în 1816 obține titlul de second wrangler.
În anul următor devine președinte al Cambridge Union Society.
Intră ca profesor la Trinity College iar în 1841 devine "master" (un fel de decan) al prestigioasei universități.
În perioada 1828 - 1832 este profesor de mineralogie, iar între 1838 și 1855 deține conducerea catedrei de filozofie în cadrul aceleiași universități.

## Opera

### Scrieri
- 1833: Treatise on Mechanics
- 1833: Analytical Static
- 1833: Astronomy and General Physics Considered with Reference to Natural Theology
- 1837: Four Sermons on the Foundations of Morals
- 1837: History oh the Inductive Sciences
- 1840: Philosophy of the Inductive Sciences
- 1845: Elements of Morality Including Polity
- 1852: Lectures on the History of Moral Philosophy in England
- 1853: Of the Plurality of Worlds
- 1863: Lectures on Political Economy

## Posteritatea
Whewell a fost una dintre cele mai importante personalități ale culturii britanice ale secolului al XIX-lea. Prin preocupările sale multiple (mecanică, mineralogie, geologie, astronomie, economie politică, teologie, drept internațional, arhitectură, reforma educațională), a influențat numeroși oameni de știință care au urmat: John Herschel, Charles Darwin, Michael Faraday, Charles Lyell.Whewell a purtat un important dialog despre logică cu J.S.Mill.
A fost unul din membrii fondatori și președinte al The British Association for the Advancement of Science, membru al Royal Society, al Geological Society și timp îndelungat master al Trinity College, Cambridge.
A inventat termenii ion, anod, catod, folosiți ulterior de Faraday.
Mineralul whewellit îi poartă numele.
De asemenea numele său este purtat de un crater lunar și de câteva clădiri de la Trinity College, Cambridge.
În 1868, în cadrul celebrei universități din Cambridge, a fost fondată "Catedra de Drept Internațional Whewell".